# Kotlice (województwo lubelskie)
Kotlice – wieś w Polsce, położona w województwie lubelskim, w powiecie zamojskim, w gminie Miączyn. Leży na południowo-wschodnim skraju gminy, nad rzeką Siniochą, w obrębie Kotliny Hrubieszowskiej. 
Wieś jest sołectwem w gminie Miączyn. Według Narodowego Spisu Powszechnego z roku 2011 wieś liczyła 413 mieszkańców.
W latach 1954–1968 wieś należała i była siedzibą władz gromady Kotlice, po jej zniesieniu w gromadzie Niewirków. W latach 1975–1998 wieś administracyjnie należała do województwa zamojskiego.

## Części wsi
| SIMC    | Nazwa      | Rodzaj    |
| ------- | ---------- | --------- |
| 0894612 | Lesiczyzna | część wsi |
| 0894629 | Mielniki   | część wsi |
| 0894664 | Prawda     | część wsi |

## Historia
Wieś wzmiankowana w 1394 roku w akcie erekcyjnym parafii grabowieckiej. W 1442 książę bełski Władysław nadał wieś Janowi Kwaczale Nieborowskiemu z Pukarzowa. W II połowie XV wieku wieś była w posiadaniu Wacława (Jana) Nieborowskiego wojewody bełskiego. Przed rokiem 1564 przeszła od Nieborowskich do Szleszyńskich następnie w 1675 do Jemiołowskich, zaś od 1792 do końca XIX stulecia była w posiadaniu Rulikowskich.
Według rejestru poborowego 1578 roku miała 4¾ łana (to jest 79,8 ha) gruntów uprawnych.
Według spisu z 1827 r. wieś liczyła 66 domów i 516 mieszkańców, zaś w 1880 r. 105 domów i 915 mieszkańców. Spis z roku 1921 wykazywał tu 135 domów, ale 880 mieszkańców, w tym 21 Żydów i 13 Ukraińców.
W okresie międzywojennym Kotlice były siedzibą gminy w ówczesnym powiecie tomaszowskim, zajmującej obszar 11670 ha i mającej 7 103 ludności.
W latach 1867–1954 Kotlice były siedzibą gminy Kotlice w pow. tomaszowskim. Do roku 1939 we wsi mieściła się siedziba gminy. Własność Rulikowskich od 1792 r. w majątku Prawda w pałacu był bardzo cenny księgozbiór historyczny. Po r. 1910 w Kotlicach, w majątku zwanym Prawda, istniał przez pewien czas dom zgromadzenia Najświętszego Serca Jezusowego (majątek ten darowała swojemu zgromadzeniu zakonnica Jadwiga Rulikowska).
Przysiółki wsi Kotlice, których nazwy jeszcze funkcjonują wśród mieszkańców tej wsi: Hektary, Lesiczyzna, Mielniki, Nastawie, Nawygonie, Ostrówek, Prawda, Zagumienki. Oficjalnie nazwy zostały zniesione uchwałą w sprawie zniesienia nazwy miejscowości (Uchwała Nr XVIII/ 118 /05 Rady Gminy Miączyn z dnia 22 lutego 2005 roku).

## Religia
Wieś należy do parafii rzymskokatolickiej w Dubie, w dekanat Tyszowce, w diecezji zamojsko-lubaczowskiej.
We wsi znajduje się kościół filialny, pw. Joachima i Anny, poświęcony, 22 sierpnia 1992, przez bpa zamojsko-lubaczowskiego Jana Śrutwę. Styl współczesny, murowany z cegły palonej, jednonawowy, w ołtarzu głównym figury Joachima i Anny i obraz Miłosierdzia Bożego. Obok dzwonnica, w niej jeden dzwon poświęcony, 12 czerwca 1999 przez papieża Jana Pawła II w Zamościu.

## Urodzeni w Kotlicach
- Franciszek Studziński (ur. 10 marca 1893, zm. 23 maja 1964 w Bytomiu) – pułkownik piechoty Wojska Polskiego, kawaler Orderu Virtuti Militari.
- Franciszek Maśluszczak (ur. 21 stycznia 1948) – polski artysta malarz, rysownik, grafik[10].